# Ormes (Loiret)
Ormes település Franciaországban, Loiret megyében. Lakosainak száma 4341 fő (2022. január 1.). Ormes Boulay-les-Barres, Bucy-Saint-Liphard, Gidy, Ingré és Saran községekkel határos.

## Népesség
A település népességének változása:
| Lakosok száma | 799  | 1272 | 2291 | 3308 | 3725 | 4038 | 4122 | 4147 | 4194 | 4341 |
|               | 1968 | 1982 | 1990 | 2006 | 2013 | 2015 | 2017 | 2019 | 2020 | 2022 |